# Precis jordani
Precis jordani är en fjärilsart som beskrevs av Aurivillius 1913. Precis jordani ingår i släktet Precis och familjen praktfjärilar. Inga underarter finns listade i Catalogue of Life.